# Ilir Berisha
Ilir Berisha, Pristina, antigua Yugoslavia y actual Kosovo, 25 de junio de 1991, es un futbolista que juega como defensa central y su equipo actual es el Flamurtari Vlorë de la Kategoria Superiore albanesa.

## Carrera deportiva
Su carrera juvenil la paso en el equipo de su ciudad natal, FC Prishtina, del cual salto al fútbol sueco en la temporada 2011/12.

### Örebro SK
En febrero de 2012 ficha por el Örebro SK de la Allsvenskan, la liga de mayor categoría sueca.Es convocado por primera vez el 13 de mayo en la derrota de su equipo contra el IFK Norrköping por 3 a 0. A los 3 días debuta saliendo desde el inicio contra el AIK Estocolmo en un partido que acabó en empate. Su primer gol, que le dio la victoria a su equipo, lo anotó en el duelo contra el Malmö FF. Terminó la temporada con un total de 20 partidos, 18 saliendo de titular, y anotando un total de 3 goles.Sin embargo el equipo acabó la temporada del 2012 en el penúltimo lugar de la clasificación por lo que tuvo que descender a la Superettan.
En la temporada 2013 el equipo vuelve a la Allsvenskan al proclamarse subcampeón. Jugó un total de 12 partidos en los que anotó 1 gol.
En la temporada 2014 y después de la lesión que le aparto durante 10 meses del fútbol durante la pasada temporada y la que estaba en curso, Berisha vuelve en un partido contra Djurgårdens IF Fotboll el 30 de mayo, a pesar de haber ido ya convocado un mes antes.El 31 de octubre anuncia que abandonará el club a final de temporada.Terminó la temporada jugando un total de 6 partidos.
En enero del 2015 entra a prueba en el Helsingborgs IF que dirigía Henrik Larsson, pero acabará firmando por el Gefle IF en marzo.

### Gefle IF
En el Gefle IF disputa un total de 16 partidos entre el equipo filial y el equipo dependiente marcando 2 goles en una temporada (2015/16).

### Selección nacional
Berisha recibió la ciudadanía albanesa en mayo del 2013 junto a otros compañeros de profesión.El técnico de la selección, Gianni De Biasi lo convocó para jugar un partido contra la Selección de Noruega correspondiente a la Clasificación para el Mundial de Fútbol de 2014 aunque no llegó a debutar.
Gracias a un acuerdo entre el técnico albanés Gianni De Biasi y el de Kosovo, Albert Bunjaki, Berisha es llamado por primera vez por la selección de su país natal para el partido amistoso contra Omán el 7 de septiembre de 2014.